# Odette Giuffrida
Pour les articles homonymes, voir Giuffrida.
Odette Giuffrida est une judokate italienne née le 12 octobre 1994. Elle a remporté la médaille d'argent en moins de 52 kg aux Jeux olympiques d'été de 2016 à Rio de Janeiro.
Elle est médaillée d'argent en moins de 52 kg aux Jeux méditerranéens de 2018 puis championne du monde en 2024.

## Palmarès

### Compétitions internationales
| Année | Compétition                                        | Lieu           | Résultat | Catégorie      |
| ----- | -------------------------------------------------- | -------------- | -------- | -------------- |
| 2015  | Jeux européens                                     | Bakou          | 3e       | Par équipes    |
| 2016  | Jeux olympiques                                    | Rio de Janeiro | 2e       | Moins de 52 kg |
| 2018  | Jeux méditerranéens                                | Tarragone      | 2e       | Moins de 52 kg |
| 2020  | Championnats d'Europe                              | Prague         | 1re      | Moins de 52 kg |
| 2021  | Championnats d'Europe                              | Lisbonne       | 2e       | Moins de 52 kg |
| 2021  | Jeux olympiques                                    | Tokyo          | 3e       | Moins de 52 kg |
| 2023  | Championnats du monde                              | Doha           | 3e       | Moins de 52 kg |
| 2023  | Jeux européens (Championnats d'Europe par équipes) | Krynica-Zdrój  | 3e       | Par équipes    |
| 2024  | Championnats d'Europe                              | Zagreb         | 2e       | Moins de 52 kg |
| 2024  | Championnats du monde                              | Abou Dabi      | 1re      | Moins de 52 kg |
| 2025  | Championnats d'Europe                              | Podgorica      | 2e       | Moins de 52 kg |

### Masters mondial, Tournois Grand Chelem et Grand Prix
| Année | Compétition          | Lieu        | Résultat | Catégorie      |
| ----- | -------------------- | ----------- | -------- | -------------- |
| 2014  | Grand Prix           | Samsun      | 2e       | Moins de 52 kg |
| 2014  | Grand Prix           | Budapest    | 2e       | Moins de 52 kg |
| 2015  | Grand Prix           | Tbilissi    | 3e       | Moins de 52 kg |
| 2015  | Masters mondial      | Rabat       | 3e       | Moins de 52 kg |
| 2016  | Tournoi de La Havane | La Havane   | 3e       | Moins de 52 kg |
| 2016  | Grand Prix           | Tbilissi    | 1re      | Moins de 52 kg |
| 2016  | Grand Chelem         | Bakou       | 2e       | Moins de 52 kg |
| 2016  | Masters mondial      | Guadalajara | 3e       | Moins de 52 kg |
| 2018  | Grand Prix           | Cancun      | 3e       | Moins de 52 kg |
| 2018  | Grand Chelem         | Abu Dhabi   | 1re      | Moins de 52 kg |
| 2019  | Grand Chelem         | Paris       | 3e       | Moins de 52 kg |
| 2021  | Grand Chelem         | Tbilissi    | 1re      | Moins de 52 kg |
| 2022  | Grand Chelem         | Tel Aviv    | 3e       | Moins de 52 kg |
| 2022  | Grand Chelem         | Antalya     | 3e       | Moins de 52 kg |
| 2022  | Grand Chelem         | Abou Dabi   | 3e       | Moins de 52 kg |
| 2022  | Grand Chelem         | Bakou       | 3e       | Moins de 52 kg |
| 2022  | Masters mondial      | Jérusalem   | 3e       | Moins de 52 kg |
| 2023  | Grand Chelem         | Tel Aviv    | 3e       | Moins de 52 kg |
| 2023  | Grand Chelem         | Astana      | 1re      | Moins de 52 kg |
| 2023  | Grand Chelem         | Bakou       | 3e       | Moins de 52 kg |
| 2023  | Grand Chelem         | Abou Dabi   | 1re      | Moins de 52 kg |
| 2024  | Grand Chelem         | Bakou       | 2e       | Moins de 52 kg |